# فلورو الميثان
فلورو الميثان المعروف بفلوريد الميثيل ,فريون 41, هالو كربون – 41, HFC-41
مكون من ذرة كربون وفلور وثلاث ذرات هيدروجين ,ذو تمثيل هندسي رباعي السطوح.

## خواصه
غاز قابل للاشتعال عند درجة حرارة عيارية وضغط قياسي ,غير سام و قابل للإسالة .
تبلغ طاقة الرابطة C-F بين ذرتي الكربون والفلور 552 كيلو جول /مول , وطولها 0.139 نانو متر
في مجال الأشعة تحت حمراء القريبة يتأين إلى أيونات الفلوريد .
سعته الحرارية عند ثبوت الضغط Cp = 38.171 J.mol−1.K−1 عند 25 °C
حرارته الحرجة 44.9 سيلزيوس (318.1 كلفن) عند ضغط 6.280 ميغا باسكال .

## استخدامه
يستخدم في تصنيع أشباه الموصلات و المنتجات الإلكترونية

## وصلات خارجية
- National Pollutant Inventory - Fluoride and compounds fact sheet
- MSDS at Oxford University
- Data at Airliquide Encyclopedia
- Termochemical data at chemnet.ru